# Catatemnus kittenbergeri
Catatemnus kittenbergeri es una especie de arácnido del orden Pseudoscorpionida de la familia Atemnidae.

## Distribución geográfica
Se encuentra en Tanzania.